# Nieuwe Hofmolen
De Nieuwe Hofmolen in Warmond is een wipmolen die in 1981 verplaatst werd ter vervanging van de Hofmolen. Die werd tijdens de Tweede Wereldoorlog in één nacht afgebroken en als brandhout verstookt. Oorspronkelijk werd de huidige molen in 1859 onder de naam Veermolen gebouwd ter bemaling van de zuidelijker gelegen Veerpolder. De molen bemaalt anno 2008 op vrijwillige basis de Hofpolder. De molen heeft de status rijksmonument.

## Geschiedenis
De Nieuwe Hofmolen bemaalde als Veermolen van 1859 tot ca. 1940 de Veerpolder. In dat jaar werd een gemaal geplaatst dat de taak van de molen overnam. De molen werd eigendom van de firma Padox NV, die het gaande werk met uitzondering van het bovenwiel verwijderde. Toen de molen in 1981 werd verplaatst, was het binnenwerk verdwenen. Pas in 2000 werd een nieuw binnenwerk aangebracht, inclusief een houten vijzel. In 2001 was de Nieuwe Hofmolen weer maalvaardig.
De Nieuwe Hofmolen is eigendom van de Rijnlandse Molenstichting en is in de regel op zondag te bezoeken.